# Etica economică
Etica economică combină economia și etica, unind judecăți de valoare din ambele discipline pentru a prezice, analiza și modela fenomenele economice. Acesta cuprinde premisele etice teoretice și fundamentele sistemelor economice. Școala de gândire datează de la filosoful grec Aristotel, a cărui etică nicomahică descrie legătura dintre principiul economic obiectiv și considerarea dreptății. Literatura academică privind etica economică este extinsă, citând autorități precum legea naturală și legea religioasă ca influențe asupra regulilor normative din economie. Considerarea filozofiei morale sau ideea unei economii morale, de exemplu, este un punct de plecare în evaluarea modelelor economice comportamentale. Etica prezintă o trilemă pentru economie, și anume în crearea standard, aplicarea standard și cine ar trebui să fie beneficiarii bunului, conform acestor standarde.  Acest lucru, coroborat cu presupunerea fundamentală a raționalității în economie, creează legătura dintre sine și etică, deoarece etica este cea care, în parte, studiază conceptele de bine și rău.  

## Istorie

### Gândirea economică antică
Gândirea economică indiană antică se concentra pe relația dintre conceptele de fericire, etică și valori economice, conexiunile dintre ele constituind descrierea existenței umane.  Ideea fundamentală de unitate, identitate și stabilitate transcedentală a Upanișadelor este o deducere a acestei relații.  Filozofia și metafizica indiană antică indică înțelegerea mai multor concepte economice moderne. De exemplu, reglementarea cererii lor atunci când depășea oferta ca mijloc de evitare a anarhiei, realizată la acea vreme prin sublinierea faptului că bunurile nemateriale reprezentau sursa fericirii, este o reflectare a dictatului lui Marshall privind insatabilitatea dorințelor.  Rig Veda ilustrează o înțelegere a inegalității economice în capitolul X, 117, 1-6, care afirmă că „bogățiile liberalului nu se risipesc niciodată, în timp ce cel care nu va da nu găsește niciun confort în ele”, indicând faptul că generarea de bogăție personală nu a fost considerată imorală, deși păstrarea acestei bogății pentru sine este un păcat.  Arthasastra a formulat legi care promovează eficiența economică în contextul unei societăți etice. Autorul, Kautilya, afirmă că construirea infrastructurii este un factor determinant al creșterii economice atunci când este creată într-un mediu etic, care este responsabilitatea regelui. 
Filozofii greci antici combinau adesea învățăturile economice cu sistemele etice. Socrate, Platon și Aristotel au subscris ideea că fericirea este cel mai valoros lucru pentru care oamenii buni pot lupta. Credința că fericirea nu ar putea fi obținută fără plăcere a complicat relația dintre etică și economie la momentul respectiv. Callicles, de exemplu, a susținut că cel care trăiește cinstit ar trebui să-și satisfacă toate dorințele prin curajul și practicalitea lor, ceea ce a prezentat o anomalie pentru problema deficitului și, prin urmare, reglementarea consumului.  Acest lucru a fost ameliorat prin împărțirea muncii, unde necesitățile umane de bază, cum ar fi hrana, îmbrăcămintea și adăpostul, au fost fabricate în mod eficient, dat fiind că fiecare individ își limitează producția la cea mai productivă funcție, maximizând astfel utilitatea. Oeconomicus al lui Xenophon, inspirat de conceptul lui Socrate despre eudaimonie, necesită faptul că, întrucât virtutea este cunoaștere, ar trebui să înțelegem cum să folosim banii și proprietatea, mai degrabă decât să le dobândim doar pentru câștig personal.

### Evul Mediu
Religia se afla în centrul vieții economice în Evul Mediu și, prin urmare, teologii vremii au folosit deducerea din învățăturile lor etice respective pentru a răspunde la întrebări economice și pentru a atinge obiectivele economice. Aceasta a fost abordarea adoptată și de filosofi în timpul Iluminismului .  Biserica Romano-Catolică și-a modificat interpretarea doctrinară a validității unei căsătorii pentru a împiedica, printre motivații alternative, concurența să-și amenințe poziția monopolistă pe piață. Uzura a fost văzută ca o problemă etică în Biserică, justiția având mai multă valoare în comparație cu eficiența economică .  Trecerea de la un stil de viață agrar la comerțul bazat pe bani în Israel a dus la adoptarea interesului pentru creditare și împrumuturi, dat fiind că nu era direct interzis în Tora, sub idealul „ca fratele tău să locuiască cu tine”. Dezvoltarea economică în Evul Mediu a fost condiționată de practicile etice ale comercianților, fondate de transformarea modului în care societatea medievală a înțeles economia proprietății și a deținerii. Islamul a susținut această etică anti- ascetică în rolul negustorilor, având în vedere învățătura sa că mântuirea derivă mai degrabă din moderație decât din abstinență în astfel de afaceri.

### Economia clasică

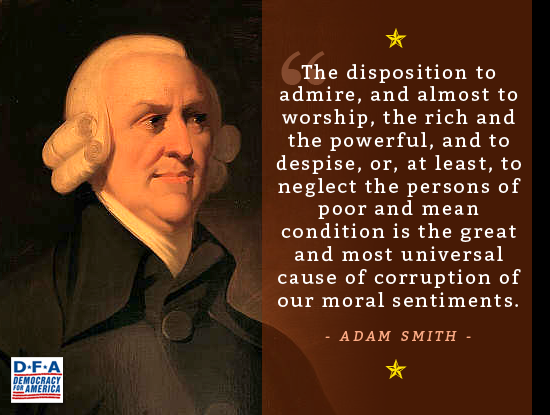
Adam Smith despre corupție.

Teoria valorii muncii susține că munca este sursa oricărei valori economice, care a fost punctul de vedere al lui David Ricardo, Adam Smith și alți economiști clasici. Distincția dintre „sclaviă salariați” și „sclavii adevărați” în această teorie, ambii fiind văzuți ca mărfuri, se bazează pe principiul moral că „sclavii salariați” oferă în mod voluntar puterea lor de muncă privată unui cumpărător pentru un preț negociat, în timp ce „sclavii adevărați”, potrivit lui Karl Marx, nu au astfel de drepturi.  Mercantilismul, deși susținut de economia clasică, este considerat ca fiind ambigu din punct de vedere etic în literatura academică. Adam Smith a menționat că politica economică națională a favorizat interesele producătorilor în detrimentul consumatorilor, dat fiind că bunurile produse pe plan intern au fost supuse unei inflații ridicate. Concurența dintre gospodăriile și speculatorii străini a dus, de asemenea, la balanța comercială nefavorabilă, adică la creșterea deficitului de cont curent al balanței de plăți. Scriitorii și comentatorii timpului au folosit sfatul etic al lui Aristotel pentru a rezolva această dilemă economică. 

### Economia neoclasică
Filosofia morală a lui Adam Smith a fondat viziunea neoclasică asupra lumii în economie conform căreia căutarea fericirii este scopul final al vieții, iar conceptul de homo oeconomicus descrie comportamentul fundamental al agentului economic . O astfel de ipoteză, conform căreia indivizii sunt interesați de sine și raționali, a implicat scutirea eticii colective.  Sub alegerea rațională și adoptarea de către economia neoclasică a atomismului newtonian, multe comportamente ale consumatorilor sunt ignorate, ceea ce înseamnă că adesea nu poate explica sursa preferințelor consumatorilor atunci când nu este constrâns de individ. Rolul eticii colective în preferința consumatorului nu poate fi explicat prin economia neoclasică. Aceasta degradează aplicabilitatea funcției de cerere a pieței, instrumentul său cheie de analiză, la fenomenele economice reale ca urmare.  În principiu, economiștii au evitat astfel și continuă să evite ipotezele modelelor economice de la abstractizarea aspectelor unice ale problemelor economice. 

### Istoria contemporană
Potrivit lui John Maynard Keynes, fuziunea completă a eticii și a economiei este condiționată de rata dezvoltării economice. În acest sens, economiștii au reușit să cumuleze preferințele agenților sub prezumția conceptului de homo economicus, prin corelaționarea noțiunilor de etică utilitară și instituționalism. Keynes s-a îndepărtat de curentul filosofic atomist al economiei neoclasice, bazată pe perspectiva sa de ansamblu asupra economiei globale, dat fiind faptul că „un întreg nu este egal cu suma părților sale ... iar ipotezele privind existența unui continuum uniform și omogen nu sunt satisfăcute”. Acest lucru a indus ideea că în multe state, o stare socio-economică lipsită de etică devine evidentă atunci când economia constă în ocuparea integrală a forței de muncă, la care Keynes a propus utilizarea acestor invenții productive drept un mecanism de a păstra starea de ocupare deplină a forței de muncă, dar și crearea unui stat care include o societate etică și rațională. 

## Influențe

### Religie
Filosofii din tradiția elenistică sunt cei care au promovat gnosticismul (curent filosofic-religios, care caută să îmbine teologia creștină cu filosofia elenistică târzie și cu unele religii orientale, susținând posibilitatea unei cunoașteri mistice), ceea ce înseamnă izbăvirea spiritului prin asceză și care, de altfel, a dus la apariția discuțiilor controversate din politică, pornind de la principiul că, în lume, răul e prilejuit aproape întotdeauna de neștiință, iar ignoranța în sine, nu înseamnă numai a nu ști, ci și a dori să nu știi. Fuziunea filosofiei Greciei Antice, a logosului și a filosofiei creștine timpurii din secolele al II - lea și al III-lea d.Hr. a dus la apariția unei derive morale în rândul credincioșilor, promovându-se ideea că  aceștia ar fi trebuit să acționeze pentru satisfacerea propriilor interese, luându-se în considerare apariția unui motiv oportun pentru prevenirea ignoranței. Vechiul Testament al Bibliei a servit ca sursă de etică în practicile economice antice. Scăderea simultană a puterii de cumpărare a monedei a fost interzisă, ținându-se cont de caracterul său fraudulos și consecințele economice negative, care erau criticate în Biblie: Ezekiel 22: 18 – 22, Isaiah 1:25 și Proverbe 25: 4-5. Raportul dintre literatura economică și cea religioasă a fost întemeiat pe baza Noului Testament. Un exemplu în acest sens apare și în Iacov 1:27 care afirmă că „ forma de închinare care este curată și nepătată din punctul de vedere al Dumnezeului și al Tatălui nostru este următoarea: să avem grijă de orfani și de văduve în necazul lor și să ne păstrăm nepătați de lume”, dar reflectă și raționamentul academic conform căruia, obiectivul procesului economic este cel de a perfecționa personalitatea cuiva.
Conceptul de evaluare a capitalului uman este valorificat în textul ce constituie temelia iudaismului rabinic, intitulat Talmud. De exemplu, un muncitor rănit în timpul efectuării anumitor lucrări era considerat sclav pe piața muncii în timp ce, cu scopul de a-l despăgubi, era apreciată adevărata lui valoare înainte și după vătămare, precum și scăderea potențială a venitului și a consumului. Ideea de costul oportunității se constituie în jurul conceptului de „S'kbar B'telio” (ceea ce ar însemna, „timp pierdut”) din literatura talmudică. În Israelul Antic, un rabin nu trebuia plătit pentru munca pe care o efectua, deoarece însemna că în acest mod cineva profită din propovăduirea și interpretarea cuvântului lui Dumnezeu, dar era compensat, oarecum, pentru munca îndeplinită, întrucât era văzut ca un mijloc de supraviețuire, dat fiind faptul că acesta nu era implicat în practicarea altui tip de meserie. 
Coranul și Sunna au ghidat practica economică islamică de-a lungul secolelor. Coranul interzice conceptul de ribā care se centrează mai mult pe desființarea intereselor cu scopul de a împiedica instituțiile financiare care acționează sub îndrumarea economiei islamice să producă rentabilități monopoliste. Zakat este în sine un sistem ce constă în redistribuirea bogăției. Coranul specifică faptul că acesta este destinat exclusiv: săracilor, nevoiașilor, administratorilor taxelor pe avere, celor ale căror inimi urmează să fie împăcate, cei aflați în robie, cei îndepărtați de datorii, cei care se străduiesc pentru cauza lui Dumnezeu și a drumețului.  Această învățătură este exercitată prin utilizarea schemelor de împrumut de pensii (PLS) și a altor tipuri de microfinanțare, inclusiv programul Hodeibah din Yemen și inițiativele Murabahah ale PNUD la Jabal al-Hoss din Siria.

### Cultură
Etica economică tinde să încorporeze noțiunea de moralitate și calitatea valorilor culturale, luând în considerație barierele impuse științelor economice, dar și faptul că însușirea de a lua decizii nu se rezumă doar la raționalitate. Perspectiva de ansamblu asupra culturii îmbină economia și etica într-o singură teorie ce definește comportamentul uman.  Cultura din mediul academic a sporit interesul față de etica economică în calitate de disciplină. Sensibilizarea sporită a atitudinii de minimalizare a efectelor economice negative generate de poluare asupra resurselor mediului ambiant, generate de acțiunile agenților economici, precum și delimitarea clară între sferele unei culturi, a condus la cercetările ulterioare ce vizau responsabilitatea în domeniul eticii. Astfel, atunci când un individ se limitează numai la instrumentalismul (concepție filosofică potrivit căreia noțiunile, categoriile și teoriile științifice nu reflectă realitatea obiectivă, fiind numai niște instrumente pentru săvârșirea unor acțiuni utile individului) unei ilustrații, acestuia îi scapă din vedere valoarea sa intrinsecă și din această cauză, cele două noțiuni ar trebui tratate ca un tot întreg. Conform valorii sale intriseci, o ilustrație poate fi considerată drept un bun public, având în vedere potențialul său de a contribui la identitatea națională și educarea publicului larg în dependență de subiectul vizat. Valoarea intrinsecă poate fi și ea cuantificată, deoarece posedă însușirea de a fi valorică, indiferent de faptul dacă este sacră prin asociere și istorie sau nu .

## Aplicarea la subdisciplinele economice

### Economia experimentală

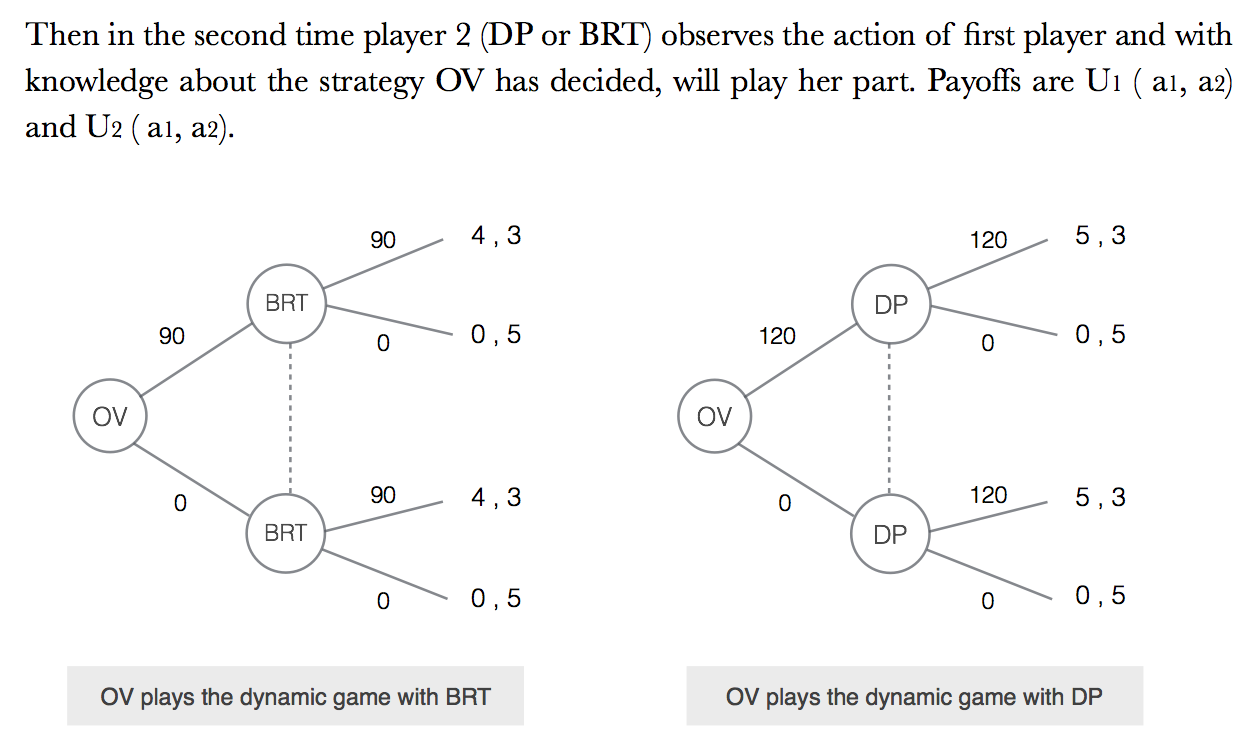
Exemplu de teorie de joc și recompense asociate.

Dezvoltarea economiei experimentale la sfârșitul secolului al XX-lea a creat o oportunitate de a verifica empiric existența eticii normative în economie. Vernon L. Smith și colegii săi au descoperit numeroase întâmplări care pot descrie alegeri economice sub vălul ignoranței .  Concluziile rezultate din următoarele experimente economice indică faptul că agenții economici folosesc etica normativă în luarea deciziilor, încercând în același timp să își maximizeze propriile beneficii. De exemplu, în experimentele privind onestitatea, se prezice că minciuna va apărea atunci când crește aceste beneficii, în ciuda faptului că rezultatele s-au dovedit contrare.  Se constată că oamenii folosesc, de asemenea, regula „50/50” pentru a împărți ceva, indiferent de distribuția puterii în procesul de luare a deciziilor.  Studiile economice experimentale ale altruismului l- au identificat ca un exemplu de comportament rațional.  Absența unei explicații pentru un astfel de comportament indică o antiteză în economia experimentală conform căreia interpretează moralitatea ca fiind atât un factor endogen, cât și un factor exogen, în funcție de caz.  Este necesară cercetarea viabilității teoriei normative ca explicație a necesității raționamentului moral, cu un proiect experimental conceput axându-se pe testarea dacă agenții economici în condițiile asumate de teorie produc aceleași decizii ca și cele prezise de teorie. Acest lucru este dat fiind că, sub vălul ignoranței, agenții pot fi „non-tuisti” în lumea reală, așa cum sugerează teoria. 

### Economia comportamentală
Etica în economia comportamentală este omniprezentă, având în vedere preocuparea sa față de agenția umană, în scopul de a corecta deficitele etice găsite în economia neoclasică, adică lipsa de dimensiune morală și lipsa preocupărilor normative. Incorporarea eticii virtuții în economia comportamentală a facilitat dezvoltarea teoriilor care încearcă să descrie numeroasele anomalii care există în modul în care agenții economici iau decizii.  Preocupările normative în economie pot compensa aplicabilitatea modelelor economice comportamentale la fenomenele economice reale. Majoritatea modelelor economice comportamentale presupun că preferințele se schimbă endogen, ceea ce înseamnă că există numeroase decizii posibile aplicabile unui scenariu dat, fiecare cu propria valoare etică. Prin urmare, există prudență în a considera bunăstarea drept cea mai înaltă valoare etică în economie, așa cum se presupune în literatura academică.  Ca urmare, metodologia folosește și etica ordinii în presupunerea că progresul în moralitate și în instituțiile economice este simultan, dat fiind că comportamentul poate fi înțeles doar într-un cadru instituțional.  Există complicații în aplicarea inferențelor normative cu cercetarea empirică în economia comportamentală, având în vedere că există o diferență fundamentală între inferența descriptivă, prescriptivă și propuneri.  De exemplu, argumentul împotriva utilizării stimulentelor conform căruia forțează anumite comportamente la indivizi și îi conving să ignore riscul este o propunere descriptivă care este empiric nejustificată.

## Aplicare în politica economică

### Economia mediului

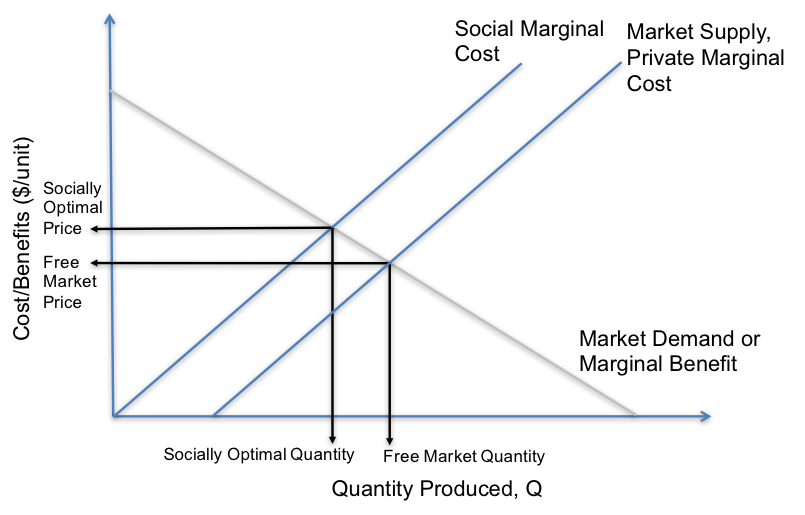
Modelul cererii și ofertei în economia mediului.

Bunăstarea este maximizată în modelele economice de mediu atunci când agenții economici acționează conform ipotezei homo oeconomicus . Acest lucru creează posibilitatea ca agenții economici să compenseze dezvoltarea durabilă pentru interesele lor private, având în vedere că homo oeconomicus este limitat la raționalitate.  Politica privind schimbările climatice ca rezultat al deducerii economiei de mediu este supusă unor considerații etice. Economia schimbărilor climatice, de exemplu, este inseparabilă de etica socială. Conceptul de indivizi și instituții să lucreze amical în domeniul public, ca o reflectare a homo politicus, este, de asemenea, o etică adecvată care poate rectifica această preocupare normativă.  O problemă etică asociată cu subdisciplina prin reducere este aceea că consumatorii apreciază prezentul mai mult decât viitorul, ceea ce are implicații pentru justiția intergenerațională. Reducerea în analiza cost-beneficiu marginală, la care economiștii consideră un predictor al comportamentului uman  este limitată în ceea ce privește contabilizarea riscului și incertitudinii viitoare.  De fapt, utilizarea măsurilor monetare în economia mediului se bazează pe instrumentalizarea lucrurilor naturale, care este inexactă în cazul în care acestea sunt intrinsec valoroase.  Alte relații și roluri între generații pot fi elucidate prin adoptarea anumitor reguli etice. Comisia Bruntland, de exemplu, definește dezvoltarea durabilă ca fiind cea care satisface nevoile actuale fără a compromite capacitatea generațiilor viitoare de a face acest lucru, care este un principiu libertarian.  Conform libertarianismului, nu se face redistribuirea bunăstării decât dacă toate generațiile sunt benefice sau neafectate. 

### Economie politică
Economia politică este un subiect fundamental bazat pe protocolul normativ, concentrându-se, în ansamblu, pe nevoile economiei , analizând rolul agenților, instituțiilor și piețelor, precum și comportamentul optim social. Din punct de vedere istoric, moralitatea a fost o noțiune utilizată pentru a discerne distribuția acestor roluri și responsabilități, având în vedere că majoritatea problemelor economice derivă din eșecul agenților economici de a le îndeplini. Tranziția filosofiei morale de la o astfel de etică la etica kantiană, precum și apariția forțelor pieței și a dreptului concurenței, au supus valorile moral-politice ale economiei morale judecății raționale.  Etica economică rămâne o influență substanțială pentru economia politică datorită naturii sale argumentative, evidentă în literatura de specialitate cu privire la răspunsurile guvernamentale la criza financiară globală . O propunere susține că, din moment ce contagiunea crizei a fost transmisă prin sisteme financiare naționale distincte, răspunsurile de reglementare globale viitoare ar trebui să fie construite pe principiul justiției distributive. Reglementarea unor cazuri particulare de inovare financiară, deși nu are în vedere criticile sistemului financiar global, normalizează funcțional percepțiile asupra distribuției puterii sistemului, astfel încât diminuează oportunitățile agenților de a pune la îndoială moralitatea unei astfel de practici. 

### Economia dezvoltării
Relația dintre etică și economie a definit scopul economiei dezvoltării .  Ideea că nivelul de trai al unui om este determinat de capacitatea lui de a duce o viață valoroasă a pus bazele economiei dezvoltării ca mecanism pentru extinderea unei astfel de capacități. Această propunere stă la baza relației conceptuale dintre aceasta și economia bunăstării ca disciplină etică și dezbaterea ei în literatura academică.  Discursul se bazează pe noțiunea că anumite instrumente din economia bunăstării, în special criteriul alegerii, nu dețin nici o judecată de valoare și sunt paretiene, având în vedere că perspectivele colective de utilitate nu sunt luate în considerare. Există numeroase probleme etice asociate cu abordarea metodologică a economiei dezvoltării, adică experimentul de câmp diversificat, dintre care multe sunt echivoce moral. De exemplu, diversificarea avantajează unele cazuri și dezavantajează altele, ceea ce este rațional sub ipoteze statistice și o problemă morală deontologică în același timp. Există, de asemenea, implicații etice legate de calcul, natura consimțământului, instrumentalizarea, responsabilitatea și rolul intervenției străine în această abordare experimentală. 

### Economia sănătății
În economia sănătății, nivelul maximizat al bunăstării fiind un scop final este nejustificat din punct de vedere etic, spre deosebire de alocarea eficientă a resurselor în sănătate, care mărește nivelul mediu de utilitate. Conform acestei abordări de maximizare a utilității, supusă libertarianismului, o dihotomie este evidentă între sănătate și libertate ca bunuri primare, având în vedere condiția pe care trebuie să o aibă o persoană pentru a o obține pe cealaltă. Orice nivel de acces, utilizare și finanțare a asistenței medicale este justificat din punct de vedere etic, atâta timp cât îndeplinește nivelul de sănătate dorit și necesar.  Economiștii din domeniul sănătății instrumentalizează conceptul nevoii ca fiind acela care atinge un scop etic legitim pentru o persoană.  Acest lucru, în întregime, se bazează pe noțiunea că asistența medicală ca atare nu este în sine valoroasă, dar semnificativă din punct de vedere moral, pe baza contribuției la această bunăstare generală.  Metodologia analizei în economia sănătății, în ceea ce privește studiile clinice, este supusă dezbaterii etice. Proiectarea experimentală ar trebui să fie parțial responsabilitatea economiștilor din domeniul sănătății, având în vedere tendința lor de a adăuga variabile care pot fi nesemnificative. Acest lucru crește riscul subalimentării studiului, care, în economia sănătății are ca preocupare primară eficiența costurilor, are implicații pentru evaluare. 

Strategie iterativă și adaptativă de luare a deciziei

Literatura academică prezintă numeroase opinii etice asupra a ceea ce constituie o politică economică viabilă. Keynes considera că politicile economice bune sunt cele care îi fac pe oameni buni, spre deosebire de cele care îi fac să se simtă bine. „ Verein für socialpolitik ”, creată de Gustav von Schmoller, insistă asupra faptului că argumentele etice și politice sunt esențiale în evaluarea politicilor economice. Teoria actorilor raționali în arena politicii este evidentă în utilizarea optimității Pareto pentru accesul eficient la economia politicilor, precum și în utilizarea analizei cost-beneficiu (ACB), unde venitul este unitatea de măsură de bază.  Utilizarea unui model iterativ de luare a deciziilor, ca exemplu de raționalitate, poate oferi un cadru pentru politica economică ca răspuns la schimbările climatice. Literatura academică prezintă, de asemenea, un raționament etic pentru limitarea asociată cu aplicarea teoriei actorilor raționali în politica aleasă. Având în vedere că veniturile sunt dependente de alegerea politicii și viceversa, logica modelului rațional în alegerea politicii este circulară, de unde și posibilitatea unor recomandări politice greșite.  Există, de asemenea, mulți factori care măresc înclinația de a se abate de la presupunerile modelate ale luării deciziilor. Se susține, conform teoriei morale care se auto-elimină, că astfel de mecanisme precum CBA pot fi justificate chiar dacă nu în mod explicit moral.  Convingerile contrastante că acțiunile publice se bazează pe astfel de calcule utilitare și că toate elaborările de politici sunt contingente din punct de vedere politic, justifică nevoia de prognoză care în sine este o dilemă etică. Aceasta se bazează pe propunerea că previziunile pot fi modificate pentru a se potrivi unei anumite acțiuni sau politici, mai degrabă decât pentru a fi obiective și neutre. De exemplu, codul de etică al Institutului American al Planificatorilor Certificați oferă sprijin inadecvat pentru prognozatori pentru a evita această practică.  Astfel de „canoane” precum cele găsite în Codul de etică și practici profesionale ale Asociației Americane pentru Cercetarea Opiniei Publice sunt limitate în reglementarea sau prevenirea acestei convenții. 